# 馮皐謨
馮皐謨（1519年—1593年），字明卿，别號養白，學者稱爲豐陽先生，浙江嘉興府海鹽縣人，民籍，明朝政治人物。

## 生平
浙江鄉試第十八名舉人。嘉靖二十九年（1550年）中式庚戌科會試第二百名，二甲第五十九名進士。授刑部雲南司主事，历员外郎，三十五年恤刑江南，三十六年擢江西按察司佥事，摄九江兵备，又摄南昌，歴广东左叅议、分守惠潮，以平饶平贼张琏功，擢福建左叅政，以外艰归，後以考察奪職閑住，卒于家。著有《居闲集》、《白鹤园漫稿》、《丰阳集》十二卷。

## 家族
曾祖馮璿，武德衛經歷；祖父馮金；父馮乾，母吳氏。具庆下。弟詔、訓、诰、嘉言、昌言、正言。